# Brummer (Söldnertruppe)

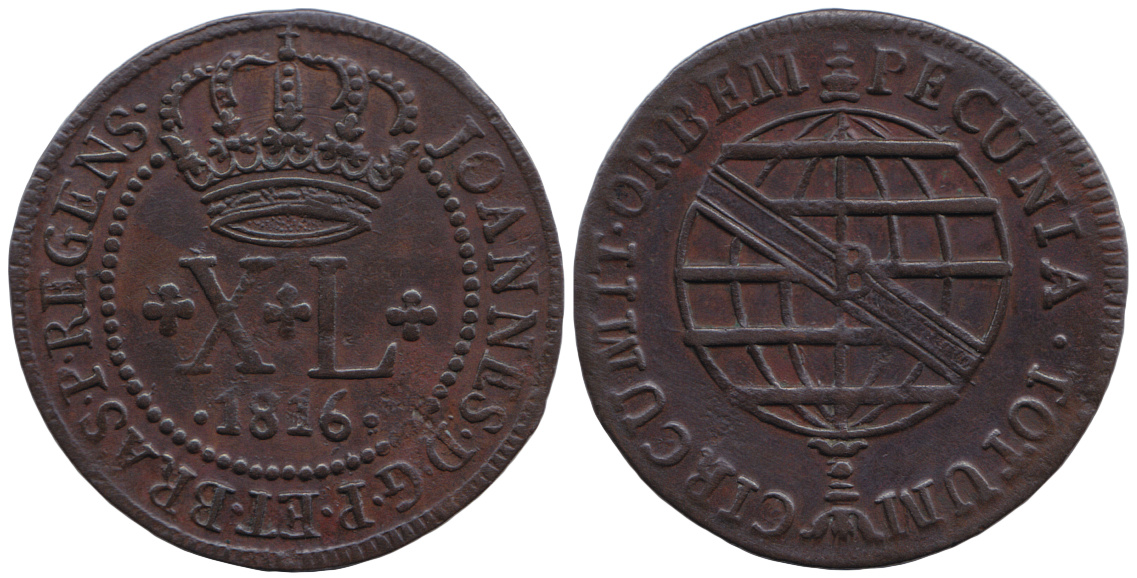
Die namensgebende 40-Réis-Kupfermünze

Als Brummer wurden deutsche Söldner, meist aus Schleswig-Holstein, bekannt, die 1850 im Zusammenhang mit dem La-Plata-Krieg von Brasilien angeworben wurden und später überwiegend als Siedler dort verblieben. Der Name geht auf die umgangssprachliche Bezeichnung der Söldner für die großen Kupfermünzen zurück, in denen der Sold ausgezahlt wurde.

## Geschichte
Seit den 1820er Jahren kam es in Südamerika zu wiederholten politischen und militärischen Konflikten, deren Ursache in der zunehmenden Rivalität zwischen dem Kaiserreich Brasilien und der Argentinischen Konföderation um die Vorherrschaft auf dem Kontinent lag. Das Engagement Argentiniens im Uruguayischen Bürgerkrieg veranlasste Brasilien, dort ebenfalls einzugreifen. Ab 1851 entwickelte sich der La-Plata-Krieg.
Als Folge der zunehmenden Spannungen beschloss Brasilien 1850, seine Truppen durch bis zu 26.000 ausländische Soldaten zu verstärken. Das Gesetz Nr. 586 vom 6. September 1850 bildete die Grundlage für Anwerbung und Ausrüstung von Söldnern.

### Werbung
Ab 1850 warb der brasilianische Offizier Sebastião do Rêgo Barros in Hamburg Truppen an, um sie bei militärischen Operationen gegen Argentinien und seine Verbündeten einzusetzen. Das Gesetz Nr. 586 autorisierte ihn zur Aufstellung einer Truppe und zur Beschaffung von Ausrüstung und Waffen. Im Gegensatz zu früheren Truppenwerbungen für Brasilien hatte er eine Erlaubnis des Hamburger Senats. Unterstützt wurde er dabei von Martin Valentim, einem Brasilianer, und Dr. Gustavo Smidt, einem gebürtigen Deutschen, da Rêgo Barros kein Deutsch sprach. Deren Einsatz sollte Misserfolge wie die Werbung von deutschen Söldnern 1828 unter Kaiser Dom Pedro I. vermeiden, doch scheint es, dass die beiden Assistenten die mangelnde Sprachkenntnis ihres Vorgesetzten zu ihrem Vorteil ausnutzten. Die Rekrutierung von Männern zwischen siebzehn und fünfzig Jahren fand in mehreren Städten des Norddeutschen Bundes statt, wobei Werber, Annoncen in der Presse, Flugblätter und klassische Aufmärsche mit Trommelwirbeln auf öffentlichen Plätzen zum Einsatz kamen. Nicht überall wurden die Werber geduldet: so wurde die Werbung in Berlin zwar gestattet, jedoch wurde ein Agent Barros' bei dem Versuch festgenommen, preußische Reserveoffiziere anzuwerben, die noch dienstpflichtig waren.
Diplomatische Verwicklungen ergaben sich durch die Intervention des argentinischen Konsuls Luiz Bahne, der die Werbung zu verhindern versuchte. Zusätzlich warnte er in der Presse vor Kannibalen, Giftschlangen, Kriminalität und Krankheiten, um potentielle Rekruten abzuschrecken. Der Brummer Christoph Lenz berichtete über den Versuch, bei der Seereise nach Brasilien auf einem Transportschiff unter einem Vorwand eine Meuterei anzuzetteln, das Schiff zu übernehmen und nach Argentinien umzuleiten, um es an den Kriegsgegner zu verkaufen.
In der deutschen Öffentlichkeit stieß die Anwerbung der Truppen auf ein geteiltes Echo, zum Teil wurde in der Presse heftige Kritik an der Überredung junger, unerfahrener Männer zum Kriegsdienst geübt. Berichten über Desertionen wurde viel Raum gegeben, möglicherweise, um weitere Deserteure zu ermutigen. Ablehnende Stimmen gab es auch in Brasilien. Neben der offenen Abneigung gegen Söldner, die nur einer despotischen Regierung verpflichtet seien, wurde befürchtet, dass es zu Spannungen mit den brasilianischen Truppen kommen würde, da die Söldner im Hinblick auf Ausrüstung, Entlohnung und disziplinare Handhabung bessergestellt seien.
Die Werbung fand große Resonanz unter Schleswig-Holsteinern, wo viele Veteranen des soeben zu Ende gegangenen Ersten Schleswigschen Krieges und der Revolutionen 1848/1849 zur Rekrutierung zur Verfügung standen. Nach den Erinnerungen eines Brummers, Carlos von Koseritz, handelte es sich neben entlassenen Soldaten auch um Abenteurer aller Art, Söldner, die bereits in Afrika und Indien gekämpft hatten, aber auch Studenten, Kadetten und entlaufene Schüler von Militärakademien. Sie waren oft so verzweifelt, dass sich Offiziere als Unteroffiziere anwerben ließen. Dazu kam eine Anzahl von Kriminellen und sozial gescheiterten Personen. Ein Teil der Rekruten bezweifelte offenbar auch, in Brasilien tatsächlich als Soldaten eingesetzt zu werden. Sie wollten vielmehr auf diese Weise eine Überfahrt nach Südamerika erlangen, da sie sich dort lukrative Arbeits- und Geschäftsmöglichkeiten versprachen. Ungefähr die Hälfte der Rekruten bestand aus ausgebildeten Handwerkern. Etwa siebzig Rekruten setzten sich nach Empfang von 25 Talern Handgeld und Verpflegung wieder von der Truppe ab.
Die Truppe bestand aus einem Bataillon Infanterie, vier Batterien Artillerie und zwei Pionierkompanien sowie einem Führungsstab. Die insgesamt 1800 Mann umfassende Truppe wurde auch „Deutsche Legion“ genannt. Die vereinbarte Dienstzeit der Söldner betrug vier Jahre. Danach standen ihnen ein kostenloser Rücktransport in die Heimat, ein Entlassungsgeld von 80 Milreis oder 25 Hektar Kolonieland zu. 
In Kiel erwarb Rêgo Barros Waffen und andere Ausrüstung für zwei jeweils 800 Mann starke Bataillone. Die Uniformen, die mit denen der schleswig-holsteinischen Truppen fast identisch waren, wurden an die brasilianischen angepasst. Da die Käufe in aller Eile getätigt wurden und die Händler dies ausnutzten, gab es große Unterschiede in der Qualität der Ware.
„Brummer“ war zunächst die Bezeichnung der Söldner für die großen 40-Réis-Kupfermünzen, in denen der Sold ausgezahlt wurde. Diese Bezeichnung ging schließlich auf die Truppe selbst über.

### Einsatz in Brasilien
In Brasilien wurden die Brummer als 15. Infanteriebataillon in die brasilianische Armee eingegliedert. Die Verständigung mit den brasilianischen Verbindungsoffizieren, Majore Fegerstein und Resin, und den Regierungsstellen war anfangs gut. Die Kommandeure erhielten persönliche Audienzen bei Kaiser Dom Pedro II. Nach der Ankunft in Rio de Janeiro und einer kurzen Ruhepause wurden die Truppen mit Dampfschiffen nach Rio Grande do Sul weitertransportiert. Das Infanteriebataillon wurde in Pelotas untergebracht, die Artillerie verblieb in Rio Grande.
Der militärische Wert der Truppe im Einsatz wurde rückblickend als gering eingeschätzt. So besaß ein Teil der Artilleriemannschaften nicht einmal eine rudimentäre militärische Grundausbildung. Sie konnten weder mit den Geschützen noch mit den Zugtieren (die sie zum Teil nie erhielten) umgehen und waren weitgehend nutzlos. Auch die Pioniereinheiten besaßen zum großen Teil keinerlei Ausbildung und konnten mit dem gelieferten Gerät nicht umgehen. Die Pioniere wurden daher aufgelöst und gruppenweise auf verschiedene Einheiten verteilt. Es kam zu ständigen Konflikten zwischen dem Kommandeur des Infanteriebataillons, Oberstleutnant Friedrich Heinrich Sigismund von der Heyde, und seinem Stellvertreter, Major Lemmers-Dranforth. Missverständnisse zwischen deutschen und brasilianischen Offizieren und Befehlsverweigerungen führten zu Amtsenthebungen, Verhaftungen und Auflösungen von Einheiten.  Von der Heyde und Lemmers-Dranforth hatten bereits in Deutschland zusammen in militärischen Konflikten gedient und hegten eine tiefe persönliche Abneigung gegeneinander. Der ehemalige preußische Gardeoffizier von der Heyde setzte eigenmächtig Offiziere ab, mit deren Ernennung er nicht einverstanden war, und versuchte eigensinnig, Offiziere für vor Jahren in Deutschland begangene Disziplinar- und Ehrverstöße zu belangen, wodurch er die Truppe gegen sich aufbrachte. Lemmers-Dranforth intrigierte wiederholt gegen ihn, sowohl innerhalb der Truppe als auch durch Denunziationen beim brasilianischen Oberkommando. In der Folge wurden Offiziere suspendiert und teilweise festgesetzt, es kam zu Befehlsverweigerungen, und Disziplinlosigkeit und Desertion von Soldaten wurde zu einem zunehmenden Problem. Als von der Heyde aus Verärgerung über fehlgeschlagene Disziplinarverfahren vorübergehend das Kommando niederlegte, rückte sein Rivale Lemmers-Dranforth als Kommandeur nach. Von der Heyde verständigte sich mit dem brasilianischen Oberkommando und wurde ermächtigt, das Kommando wieder zu übernehmen und unkooperative Offiziere abzusetzen. Er entfernte daraufhin einen erheblichen Teil der Offiziere, ging jedoch nicht gegen Lemmers-Dranforth vor. Während des Vormarschs auf Montevideo führten weitere Konflikte dazu, dass von der Heyde erneut das Kommando zugunsten von Lemmers-Dranforth verlor. Dieser löste durch Absetzung und Desertion geschwächte Kompanien auf, kassierte jedoch weiterhin Sold für diese Einheiten, den er für sich selbst verwendete.
In der kriegsentscheidenden Schlacht von Caseros am 3. Februar 1852 verblieb der größte Teil der Brummer, sich selbst überlassen, im Feldlager, da er als nutzlos galt. Einige Einheiten, die aus der Truppe herausgelöst und in die Division Marques de Souza integriert worden waren, konnten jedoch erfolgreich eingesetzt werden. Hervorgehoben wurde die Schützenkompanie unter Hauptmann Wildt und Leutnant Schiött, die durch Präzisionsfeuer aus ihren modernen Zündnadelgewehren die gegnerische Artillerie niederhielt und die Voraussetzungen für den Angriff schuf, der zum Sieg der brasilianischen Truppen führte. Wildt wurde mit dem Orden der Rose ausgezeichnet und im Tagesbefehl erwähnt.
Nach der Schlacht von Caseros zerfielen die Brummer-Infanterieeinheiten auf Grund ihrer maroden Führungsstrukturen immer schneller. Da eine Reorganisation als nicht aussichtsreich erschien, wurde ihnen im November 1852 die Entlassung angeboten. Der größte Teil der Infanteristen machte davon Gebrauch, während einige in die reguläre brasilianische Armee wechselten. Major Lemmers-Dranforth erhielt eine Beförderung zum Oberstleutnant und ebenfalls den Orden der Rose. Die Artillerietruppe, durch Material- und Ausbildungsmängel völlig nutzlos, verblieb bis zum Ende der vertraglichen Dienstzeit 1855 in ihren Garnisonen, wo Verfall und Desertion um sich griffen. Bei ihrer endgültigen Auflösung betrug die Mannschaftsstärke nur noch etwa 200 Mann, der Rest war desertiert.

### Nach der Entlassung
Nach dem Ende ihrer Dienstzeit ließen sich zahlreiche „Brummer“ im südlichen Bereich Brasiliens und seiner Verbündeten als Kolonisten nieder. Einige von ihnen, besonders Offiziere, erreichten bedeutende gesellschaftliche Positionen; so wurde Wilhelm ter Brüggen in Porto Alegre 1869 Konsul des Norddeutschen Bundes, 1872 des Deutschen Reiches. Andere Mitglieder der Truppe wurden später Abgeordnete des Provinziallandtags der Provinz São Pedro do Rio Grande do Sul. Einer der letzten lebenden Brummer war Christoph Lenz, der seine Memoiren hinterließ. Den Söldnern folgten noch zahlreiche Auswanderer nach. Sie verstärkten deutsche Siedlungsschwerpunkte in Rio Grande do Sul.
Im Tripel-Allianz-Krieg traten mehrere hundert niedergelassene ehemalige Brummer erneut auf brasilianischer Seite in Erscheinung, dieses Mal jedoch nicht als angeworbene Söldner, sondern als Freiwillige.

## Bewertung
Schmid bewertet die Aufstellung der deutschen Söldnertruppe, von wenigen Ausnahmen abgesehen, als Fehlschlag. Zwar sei die Anwerbung ausländischer Söldner in dieser Zeit eine verbreitete Praxis gewesen und habe sich etwa in Frankreich und Spanien durchaus bewährt; allerdings würden diese Fremdenlegionen durch ein gut geschultes nationales Offizierskorps mit strenger Disziplin geführt. Auch unter den Brummern habe es durchaus erfahrene und gut ausgebildete Soldaten gegeben. Man habe aber im weiteren Verlauf der Werbung auch völlig ungeeignete Rekruten akzeptiert. Die Motivation ihrer Anwerbung sei dabei wohl eher die Werbeprämie gewesen. Die zunächst aufgestellte Infanterie habe anfangs noch zu einem großen Teil aus Veteranen der schleswig-holsteinischen Armee bestanden. Unter den rund 600 Mann für die Artillerieabteilung seien jedoch höchstens 100 echte Artilleristen gewesen, die etwa 300 Mann starke Pioniertruppe habe nur etwa 20 bis 30 erfahrene Soldaten gehabt. Anstatt zunächst geeignete Kommandeure zu finden und mit diesen die Offiziere und Mannschaften auszuwählen, hätten die Kommandeure ihre Untergebenen erst in Brasilien, zum Teil auch überhaupt nie kennengelernt. Die Pionierkommandeure seien sogar erst in Brasilien eingetroffen, als die Pioniereinheiten bereits aufgelöst waren. Die brasilianische Regierung habe offenbar keine Kenntnis vom geringen Ausbildungsstand und Organisationsgrad der Truppe gehabt. Im brasilianischen Oberkommando habe es heftige Widerstände gegen den Einsatz ausländischer Söldner gegeben. Marschall Luís Alves de Lima e Silva (genannt Caxias) habe den Einsatz der Söldner vollständig abgelehnt und sich bemüht, sie als geschlossene Truppe aufzulösen und innerhalb der brasilianischen Armee aufgehen zu lassen. Er habe auch Lemmers-Dranforth unterstützt, dessen Handlungen seinen Absichten scheinbar entgegenkamen. Ein Grund für die schlechte Disziplin der Truppe sei auch das unerwartete, für einen Teil der Söldner kaum erträgliche subtropische Klima gewesen. Die allgemeine Unzufriedenheit mit der Unterbringung, Ausrüstung und Führung habe zu Versuchen geführt, zu den Armeen des Kriegsgegners überzulaufen.
Auch der Artillerist Christoph Lenz kommt in seinen Memoiren zu dem Schluss, dass das Kaiserreich Brasilien von seiner Einheit keinen Nutzen gehabt hätte. Er beschrieb schwere Führungs-, Material- und Ausbildungsmängel und ungeeignetes Personal bei Mannschaften und Offizieren. Seine Einheit sei nie eingesetzt worden und habe nicht einmal zu Übungszwecken auch nur einen einzigen Schuss abgefeuert.

## Bekannte Brummer
- Wilhelm ter Brüggen
- Friedrich Hänsel
- Karl Hermann von Kahlden
- Carlos von Koseritz
- Christoph Lenz